# Trent Taylor
Trent Taylor (Cookeville, Tennessee, 30 de abril de 1994) es un jugador profesional estadounidense de fútbol americano que se desempeña en la posición de wide receiver en San Francisco 49ers, equipo de la National Football League (NFL).

## Carrera
Fue seleccionado en la quinta ronda en la Reunión Anual de Selección de Jugadores de la NFL de 2017. Hizo su debut profesional con el equipo San Francisco 49ers, en el cual jugó tres temporadas (2017-2019, 2020-2021), después pasó a Cincinnati Bengals (2021-2023), luego a Chicago Bears (2023-2024), posteriormente regresó a San Francisco 49ers, donde lleva jugando una temporada.